# Discographie de Martial Solal
Cette page décrit la discographie du pianiste de jazz français Martial Solal.
Martial Solal a enregistré plus d'une centaine de disques, en solo, duo, trio ou avec des formations plus étendues, dont beaucoup n'ont jamais été réédités et sont aujourd'hui introuvables. Cette liste, qui vise à l'exhaustivité, comprend donc des albums aujourd'hui difficilement trouvables.

## En solo
- 1971 : En solo (RCA)
- 1974 : Martial Solal Himself
- 1975 : Plays Ellington
- 1976 : Nothing But Piano (MPS Records)
- 1979 : The Solosolal (MPS Records)
- 1983 : Solal 83 (PDU)
- 1983 : Bluesine (Soul Note)
- 1990 : Le cinéma muet, musique du film de Marcel L'Herbier (Gorgone Productions)
- 1994 : Martial Solal improvise pour France Musique
- 1998 : Jazz 'n (e)motion (BMG France, RCA Victor)
- 2007 (8 février) : Solitude
- 2008 (11 juin) : Live at the Village Vanguard (C.A.M. Jazz)
- 2018 : The Unreleased 66 L.A. Sessions vol. 1 (Fresh Sound/Socadisc, publié en 2018 et 2019)[1]
- 2018 (9 mars) : My One and Only Love (Intuition - european jazz legends #15)
- 2018 (18 septembre) : Histoires improvisées (paroles et musiques) (JMS/Pias)
- 2019 : The Unreleased 66 L.A. Sessions vol. 2 (Fresh Sound/Socadisc, publié en 2018 et 2019)
- 2021 : Coming Yesterday : Live at Salle Gaveau 2019  (Challenge records)
- 2022 : Live in Ottobrunn (GML)[2]

## En duo
| Année               | Autre musicien                | Titre de l'album                            | Label                                                               |
| ------------------- | ----------------------------- | ------------------------------------------- | ------------------------------------------------------------------- |
| 1968                | Lee Konitz                    | European Episode                            | CAM                                                                 |
| 1968                | Hampton Hawes                 | Keys for Two                                |                                                                     |
| 1968                | Lee Konitz                    | Impressive Rome                             | CAM                                                                 |
| 1975                | Joachim Kühn                  | Duo in Paris                                | Musica Records                                                      |
| 1976                | Niels-Henning Ørsted Pedersen | Movability                                  | MPS Records                                                         |
| 1978                | Lee Konitz                    | Duplicity                                   | Horo                                                                |
| 1979                | Lee Konitz                    | The Portland Sessions                       | International Phonograph Inc.                                       |
| 1980                | Stéphane Grappelli            | Happy Reunion                               | Owl Records                                                         |
| 1981                | Jimmy Raney                   | The Date                                    | Stil Discothèque                                                    |
| 1982                | Lee Konitz                    | Live at the Berlin Jazz Days 1980           | MPS                                                                 |
| 1992                | Toots Thielemans              | Martial Solal/Toots Thielemans              | Erato                                                               |
| 1993                | Didier Lockwood               | Solal/Lockwood                              | JMS                                                                 |
| 1997                | Robert Kaddouch               | Balade pour deux pianos                     | K&M éditions                                                        |
| 1997                | Robert Kaddouch               | Martial Solal et Robert Kaddouch en concert | K&M éditions                                                        |
| 1998                | Lee Konitz                    | Star Eyes, Hamburg 1983                     | HatOLOGY                                                            |
| 1999                | Michel Portal                 | Fast Mood                                   | BMG France                                                          |
| 2000 (27 juin)      | Johnny Griffin                | In and Out                                  | Dreyfus Jazz                                                        |
| 2000                | Éric Le Lann                  | Portrait in Black and White                 | Nocturne                                                            |
| 2006 (14 mars)      | Dave Douglas                  | Rue de Seine                                | CAM                                                                 |
| 2015                | Robert Kaddouch               | Ballade pour deux pianos                    | K&M éditions comprend également des duos de Robert et Ilan Kaddouch |
| 2015 (2 février)    | Eric Ferrand N'Kaoua          | Works for Piano and Two Pianos              | Grand Piano                                                         |
| 2017 (24 septembre) | Dave Liebman                  | Masters In Bordeaux                         | Sunnyside, enregistré le 4 août 2016                                |
| 2020 (24 avril)     | Dave Liebman                  | Masters In Paris                            | Sunnyside, enregistré le 29 octobre 2016                            |
| 2025 (29 juillet)   | Michel Portal                 | Martial Solal Michel Portal                 | Erato                                                               |

## En trio

### AvecGuy PedersenetDaniel Humair
- 1962 : Jazz à Gaveau (Columbia)
- 1962 : Suite pour une frise (Pathé-Marconi)
- 1964 : Concert à Gaveau vol. 2 (Columbia)
- 1964 : Martial Solal (Bonsoir) (Columbia)

### AvecGilbert RovereetCharles Bellonzi
- 1965 : En liberté (Columbia)
- 1966 : Son 66 (Columbia)
- 1966 : En direct du Blue Note (Columbia)
- 1968 : Fafasifa
- 1969 : On Home Ground enregistré live au Blue Note (Paris)

### Autres trios
- 1963 : At Newport '63 avec Teddy Kotick et Paul Motian (BMG)
- 1965 : Zoller Koller Solal avec Hans Koller et Attila Zoller (Universal)
- 1970 : Sans tambour ni trompette  avec Gilbert Rovère et Jean-François Jenny-Clark (RCA/BMG)
- 1974 : Locomotion avec Bernard Lubat et Henri Texier(PSI)
- 1975 : 7 + 4 = x avec Ares Tavolazzi et Giulio Capiozzo (PDU)
- 1978 : Suite for Trio avec Niels-Henning Ørsted Pedersen et Daniel Humair (MPS Records)
- 1995 : Triangle avec Marc Johnson et Peter Erskine (JMS)
- 1997 (19 mai) : Just Friends avec Gary Peacock et Paul Motian (Dreyfus Jazz)
- 1999 (6 avril) : Balade du 10 mars avec Marc Johnson et Paul Motian (Soul Note Records)
- 2003 (20 mai) : NY-1: Live at the Village Vanguard avec François Moutin et Bill Stewart
- 2008 (20 mai) : Longitude avec François Moutin et Louis Moutin

## Big band
- 1958 : Et son grand orchestre (Vogue 10e anniversaire, vol 24)
- 1981 : Big band (Dreyfus)[D 5]
- 1984 : Big band (Dreyfus)[D 6]
- 1984 : Martial Solal et son grand orchestre jouent André Hodeir (Carlyne music)
- 1999 : Contrastes, avec le Danish Radio Jazz Orchestra à l'occasion du Prix Jazzpar 1999 (Solid Records)[D 7]
- 2000 (9 janvier) : Martial Solal Dodecaband Plays Ellington (CamJazz)
- 2007 (30 janvier) : Exposition sans tableau Martial Solal Newdecaband (Nocturne)

## Autres formations
- 1956 : Solal - Sadi Quartette avec Fats Sadi, Benoît Quersin, Jean-Marie Ingrand, Christian Garros, Jean-Louis Viale (Swing)
- 1956 : Escale à Paris, Les Kentonians et Martial Solal (Swing)[D 8]
- 1956 : Réunion à Paris avec l'International All Stars : Jimmy Deuchar, Allen Eager, Billy Byers, Benoit Quersin et Kenny Clarke (Swing LDM 30048)[D 9],[4]
- 1958 : Jazz sur la Croisette compilation avec Martial Solal lors du Jazz festival de Cannes (INA Mémoire vive / Abeille Musique)
- 1959 : Suite en ré bémol pour quartette de jazz avec Roger Guérin à la trompette, Paul Rovère à la contrebasse et Daniel Humair à la batterie (Columbia Jazz)[5]
- 1968 : Électrode : Martial Solal joue Michel Magne avec Gilbert Rovère, Charles Bellonzi et orchestre (Ducretet Thomson)
- 1979 : Four Keys avec Lee Konitz, John Scofield et Niels-Henning Ørsted Pedersen (MPS)
- 1979 : Key for Two avec Hampton Hawes, John Scofield et Niels-Henning Ørsted Pedersen
- 1981 : Marius Constant/Martial Solal, Stress - Psyché - Trois complexes (Erato)
- 1988 : 9/11 p.m. Town Hall avec Daniel Humair, Michel Portal, Joachim Kühn, Jean-François Jenny-Clark et Marc Ducret (Label Bleu)

Sous le nom de « Jo Jaguar »
Avec René Duchaussoir (guitare), Pierre Michelot (contrebasse), Christian Garros (batterie) 
- 1956 : Jo Jaguar, son piano, son trio (Vogue)
- 1957 : Voyage à travers les succès (Vogue)[D 10]

## En tant que sideman

### Jazz
Avec Django Reinhardt
- 1953 : les derniers enregistrements de Django Reinhardt, et les premiers de Martial Solal. Ces sessions ont notamment été rééditées en 2002 chez Emarcy sous le titre Nuages.

Avec Don Byas
- 1953 : trois séances, regroupées par exemple sur Memorial(Vogue)[D 11]

Avec Astor Piazzolla
- 1955 : Son bandonéon et ses cordes (Barclay)[D 12]

Avec Sidney Bechet
- 1956 : When a Soprano Meets a Piano en quartet (Vogue)
- 1957 : Sidney Bechet/Martial Solal Quartet Featuring Kenny Clarke (Vogue)
- 1958 : Sidney Bechet Plays Standards, volume 1 & 2 (Vogue)
- 1958 : Concert à l'Exposition Universelle de Bruxelles (Poll Winners Records, publié en 2010)[D 13]
- 2010 : Sidney Bechet, Martial Solal quartet – Complete recordings (Essential Jazz Classics)

Avec Henri Crolla
- 1956 : Notre ami Django (Gitanes Jazz Productions, publié en 2007)[D 14]

Avec Claude Bolling Jazz All Stars
- 1956 : Nuances (World Music)

Avec Billy Byers
- 1956 : Jazz on the Left Bank (Philips B08112L)[4]

Avec Kenny Clarke
- 1956 : Plays André Hodeir (Philips)
- 1956 : Jazz Olympus Series (Philips)[D 15]
- 1986 : Recorded in Paris and Cologne 1957 & 1960 (Disques Swing)[D 16]

Avec Lucky Thompson
- 1956 : Lucky Thompson with Dave Pochonet All Stars (Club français du disque)
- 1956 : Lucky Strikes! (Transition)
- 1958 : Relax (Columbia)
- 1959 : Lucky in Paris (Symphonium)
- 1959 : Bongo jazz (Manhattan)
- 1961 : Lord, Lord, Am I Ever Gonna Know? (Candid)

Avec Hubert Rostaing
- 1957 : Clarinettes à Saint-Germain Des Prés (Gitanes Jazz Productions, publié en 2001)[D 17]

Avec Stan Getz
- 1958 : I Giganti del jazz vol. 20 (compilation sur laquelle figure également un titre de Donald Byrd/Bobby Jaspar, Curcio)
- 1958 : Live in Europe 1958  (Musidisc)

Avec Roger Guérin
- 1957 : Night in Tunisia (Versailles)[D 18]
- 1959 : Roger Guérin - Benny Golson (compilation sur laquelle figurent également des titres de Benny Golson, Columbia)

Avec Hans Koller
- 1959 : Hans Koller and Friends (Jazzhaus, publié en 2013)[D 19]

Avec Clark Terry
- 1960 : Paris 1960 (sorti en 1985, Disques Swing)

Avec Wes Montgomery
- 1965 : Live in Belgium 1965 (Gambit Records)

Avec Art Farmer et Phil Woods
- 1968 : What happens?… (Campi-Editore Recording)

Avec Slide Hampton
- 1968 : Mellow-dy (sorti en 1992, Lester Recording Catalog)

Avec Lee Konitz
- 1974 : Jazz à Juan (en) (SteepleChase)
- 1974 : Satori (en) (Milestone)

Avec Hampton Hawes
- 1977 : Piano Improvisation (International Joker Production)[D 20]

Avec Jean-Louis Chautemps
- 1988 : Chautemps (Carlyne Music)[D 21]

Avec Stéphane Grappelli
- 1988 : Olympia 1988 (Atlantic)[D 22]

Avec Rouen Big Band
- 1989 : Hommage à Christian Garros (Vogue)[D 23]

Avec Éric Le Lann
- 1990 : Joue Piaf Trénet (Musidisc, Solal a écrit les arrangements)[D 24]

Avec Marc Beacco
- 1991 : The Crocodile Smile (Nova Records)[D 25]

Avec Didier Lockwood
- 2008 : For Stéphane (Label Ames)[D 26]

Avec François Moutin et Kavita Shah
- 2018 : Interplay (Dot Time Records)[D 27]

### Chanson
Avec Line Renaud
- 1959 : Au Casino de Paris dans Plaisirs (Pathé, Solal dirige l'orchestre)
- 1959 : Jeremy / Seize ans / Un jour je reverrai Paris / Tilt (Pathé, Solal dirige l'orchestre)[D 28]

Avec André Claveau
- 1959 : Sophie (Pathé, Solal dirige l'orchestre)

Avec Caterine Caps
- 1959 : Certains l'aiment chaud (Some Like It Hot) (Pathé, Solal dirige l'orchestre)

Avec Mathé Altéry
- 1960 : La Joie d'aimer (Pathé)

Avec Jean Poiret
- 1961 : La Vache à mille francs (Pathé, Solal dirige l'orchestre)[D 29]

Avec Golden Gate Quartet
- 1961 : My Heart is an Open Book (Columbia, Solal dirige l'orchestre)[D 30]

Avec Dick Rivers
- 1962 : Je suis bien (Pathé, Solal dirige l'orchestre)[D 31]
- 1962 : On a juste l'âge (Pathé, Solal dirige l'orchestre)[D 32]
- 1963 : Bien trop court (Pathé, Solal dirige l'orchestre)

## En tant que compositeur
- 1966 (?) : Antoinette Vischer, Le Clavecin moderne (Wergo)[D 33]
  - Petite pièce pour piano, clavecin et contrebasse (17:57, avec Solal au piano et Guy Pedersen à la contrebasse)
- 1985 : Élisabeth Chojnacka et Sylvio Gualda, Xenakis, Mâche, Solal (Erato)
  - Pièces pour clavecin et percussion (17:57)
- 1988 : Alexandre Ouzounoff, Palissander's night (Adda)
  - Seul contre tous (4:38)[D 34]
- 1990 : Élisabeth Chojnacka, Sylvio Gualda, Aperghis, Ferrari, Miereanu, Solal, Xenakis (Adda)
  - Improvisation pour les cordes pincées no 1 (5:17) et Improvisation pour les cordes pincées no 2 (1:50)
- 1991 : Katia et Marielle Labèque, Love of colours (Sony Masterworks)[D 35]
  - Ballade pour deux pianos
- 1993 : François Couturier et Jean-Pierre Chalet, Planisphères (Charlotte Records)[D 36]
  - Ballade pour deux pianos
- 2015 : Éric Ferrand-N'Kaoua, Works for Piano and Two Pianos (Grand Piano)[D 37]. L'album comprend notamment les Jazz Preludes et les Onze Études. Martial Solal joue avec Éric Ferrand-N'Kaoua la Ballade pour deux Pianos.

### Musique pour l'image
Musique pour l'image est une série de disques hors commerce créée par le pianiste et compositeur de jazz Robert Viger en 1967, compilant différents morceaux composés pour le cinéma, la télévision, la radio, se situant « entre le jazz et la musique contemporaine. » Martial Solal figure dans les numéros suivants :
- no 1 : Musique pour l'image no 1 interprété par The Contemporary Jazz Trio. Musique de Martial Solal et de Henri Renaud.
- no 6 : Jazz mobile. Musique de Martial Solal, de Robert Hermel et de Henri Renaud
- no 8 : Études en mouvements interprété par The Contemporary Jazz Trio. Musique de Martial Solal pour clavecin, orgue électronique, piano, contrebasse et batterie.
- no 10 : Jazz mobile Trio. Musique de Martial Solal, Henri Renaud et Robert Hermel[D 40]
- no 22 : Action. Musique de Martial Solal et Robert Viger.
- no 25 : Effets courts et danses variées. Musique de Martial Solal,  Henri Renaud, Robert Hermel, Daniel Janin, Patrice Sciortino, Vladimir Cosma.

## Compilations
- 1959/85 : Best of Live. Ce disque regroupe des enregistrements en concert avec diverses formations : Roger Guérin/Daniel Humair/Paul Rovère avec la Suite en ré bémol pour quartette de jazz (1959), en big band (1962), Charles Bellonzi/Gilbert Rovère (1967), en duo avec Niels-Henning Ørsted Pedersen (1976), Lee Konitz (1980) ou Stéphane Grappelli (1981) ou en solo (1976, 1985). Il a reçu le Grand prix de l'Académie du disque Français de l'Académie du Jazz[6] (Musician)
- 1964/85 : Encores. Ce disque regroupe des enregistrements en concert avec diverses formations : Guy Pedersen/Daniel Humair (1964), Gilbert Rovère/Daniel Humair (1968), Cesarius Alvim/Daniel Humair (1979), en duo avec John Lewis (1980), Jean-Louis Chautemps (1980) ou Daniel Humair (1982), ou en solo (1968, 1975, 1985) (Musidisc)
- 1993 : The Great Solal (PDU)[D 41]
- 1998 : The Complete Vogue recordings vol. 1 et 2 (BMG France)
- 1991 : Live 1959/1985 (Editions Atlas)
- 2001 : 1.2.3… Solal (JMS)[D 42]
- 2014 : The Quintessence. Paris 1956-1962 (Frémeaux & Associés, deux CD[D 43])
- 2015 : Universolal (JMS)
- 2019 : Complete recordings 1953-1962 (Fresh Sound Records)[D 44]